# Centenário do Rangers FC de 1972
A Supercopa Europeia de 1972 foi disputada em dois jogos entre o campeão da Liga dos Campeões de 1971-72, Ajax, e o campeão da Taça dos Clubes Vencedores de Taças de 1971-72, Rangers. O resultado agregado foi de 6-3. A partida foi proposta por Anton Witkamp, do De Telegraaf, para decidir quem foi o melhor clube da Europa. 

## História
Em 1972, Witkamp propôs a ideia a Jaap Van Praag, então presidente do Ajax, que eram os campeões da Liga dos Campeões na época. A ideia foi então levada à UEFA para solicitar a aprovação oficial; No entanto, Artemio Franchi, então presidente da UEFA naquela época, rejeitou a ideia pois os campeões da Taça dos Clubes Vencedores de Taças - Rangers - estavam a cumprir uma proibição de um ano imposta pela UEFA pelo alegado mau comportamento de seus torcedores. 
A partida aconteceu, mas não oficialmente. O jogo acabou sendo uma celebração do Centenary of Rangers FC. 
O primeiro jogo foi realizada em 16 de janeiro de 1973 e o segundo em 24 de janeiro de 1973. O Ajax ganhou no agregado por 6-3, batendo o Rangers tanto em casa quanto fora(3-1 em Glasgow e 3-2 em Amst

erdã).
Apesar de não ser oficializado pela UEFA, muitas vezes é considerado o primeiro jogo da Supercopa da Europa .

## Detalhes

### 1ª mão
| 16 de janeiro de 1973 | Rangers       | 1–3 | Ajax                             | Ibrox Stadium, Glasgow |
|                       | MacDonald 41' |     | Rep 34' · Cruijff 45' · Haan 76' | Público: 58,000        |

| Rangers | Ajax |

|              |    |                  |  |    |
|              |    |                  |  |    |
| GK           | 1  | Peter McCloy     |  |    |
| RB           | 2  | Sandy Jardine    |  |    |
| LB           | 3  | Willie Mathieson |  |    |
| CB           | 4  | John Greig       |  |    |
| CB           | 5  | Derek Johnstone  |  | 2' |
| CB           | 6  | Dave Smith       |  |    |
| RM           | 7  | Alfie Conn       |  | 1' |
| CM           | 8  | Tom Forsyth      |  |    |
| CF           | 9  | Derek Parlane    |  |    |
| CM           | 10 | Alex MacDonald   |  |    |
| LM           | 11 | Quinton Young    |  |    |
| Substitutos: |    |                  |  |    |
| MF           | 12 | Tommy McLean     |  | 1' |
| MF           | 14 | Graham Fyfe      |  | 2' |
| Treinador:   |    |                  |  |    |
| Jock Wallace |    |                  |  |    |

|               |   |                   |  |
|               |   |                   |  |
|               |   |                   |  |
| GK            | 1 | Heinz Stuy        |  |
| RB            |   | Wim Suurbier      |  |
| CM            |   | Horst Blankenburg |  |
| CB            |   | Barry Hulshoff    |  |
| LB            |   | Ruud Krol         |  |
| DM            |   | Arie Haan         |  |
| CM            |   | Gerrie Mühren     |  |
| CM            |   | Arnold Mühren     |  |
| RF            |   | Johnny Rep        |  |
| CF            |   | Johan Cruijff     |  |
| LF            |   | Piet Keizer       |  |
| Treinador:    |   |                   |  |
| Ştefan Kovács |   |                   |  |

### 2ª mão
| 24 de janeiro de 1973 | Ajax                                       | 3–2 | Rangers                  | Olympisch Stadion, Amsterdam |
|                       | Haan 12' · Mühren 37' (pen.) · Cruijff 79' |     | MacDonald 2' · Young 35' | Público: 43,000              |

|               |   |                   |  |
|               |   |                   |  |
|               |   |                   |  |
| GK            | 1 | Heinz Stuy        |  |
| RB            |   | Wim Suurbier      |  |
| CM            |   | Horst Blankenburg |  |
| CB            |   | Barry Hulshoff    |  |
| LB            |   | Ruud Krol         |  |
| DM            |   | Arie Haan         |  |
| CM            |   | Gerrie Mühren     |  |
| CM            |   | Johan Neeskens    |  |
| RF            |   | Sjaak Swart       |  |
| CF            |   | Johan Cruijff     |  |
| LF            |   | Piet Keizer       |  |
| Treinador:    |   |                   |  |
| Ştefan Kovács |   |                   |  |

|              |    |                  |  |
|              |    |                  |  |
| GK           | 1  | Peter McCloy     |  |
| RB           | 2  | Sandy Jardine    |  |
| LB           | 3  | Willie Mathieson |  |
| CB           | 4  | John Greig       |  |
| CB           | 5  | Derek Johnstone  |  |
| CB           | 6  | Dave Smith       |  |
| RM           | 7  | Tommy McLean     |  |
| CM           | 8  | Tom Forsyth      |  |
| CF           | 9  | Derek Parlane    |  |
| CM           | 10 | Alex MacDonald   |  |
| LM           | 11 | Quinton Young    |  |
| Treinador:   |    |                  |  |
| Jock Wallace |    |                  |  |